# Romano Gandolfi
Romano Gandolfi (Medesano, Itàlia, 5 de maig de 1934 - 17 de febrer de 2006) fou un director d'orquestra i de cors italià.

## Biografia
Encara que la seva família era d'origen camperol, de nen li va atreure la música del cor a l'església local on cantava la seva mare. A partir de llavors, es va decidir pels estudis musicals que va finalitzar amb brillantor en el Conservatori Arrigo Boito de Parma. Com a premi per les seves qualificacions, amb vint-i-un anys va poder assistir per primera vegada a un concert a Salzburg, on va quedar fascinat per la interpretació de La flauta màgica de Mozart. Va començar a treballar com a músic en orquestres locals para, més tard, formar-se amb Roberto Benaglio en adreça coral. Després de substituir al mestre en alguna ocasió durant les seves gires per Itàlia, va poder treballar per primera vegada a La Scala de Milà. D'allí va passar a dirigir com a titular el cor del Teatro Colón de Buenos Aires de 1968 a 1970. De 1971 a 1983 va dirigir el Cor del Teatro alla Scala de Milà i col·laborà amb Herbert von Karajan, Leonard Bernstein, Georges Prêtre, Carlo Maria Giulini, Claudio Abbado, Riccardo Muti i Riccardo Chailly. Va ajudar amb les gravacions d'òperes de Verdi realitzada per Claudio Abbado i Riccardo Muti. La seva discografia és molt àmplia.
Des de 1970 ha alternat la seva direcció de cor d'orquestra amb la seva direcció, funció que ha dut a terme en molts teatres d'Itàlia, incloent: Teatro alla Scala de Milà, el Teatro San Carlo de Nàpols, el Teatro dell'Opera de Roma, Teatro Regio de Parma, el Teatro Comunale de Bolonya i en el Teatro Verdi de Trieste. També va treballar la Zarzuela i al Teatro Real de Madrid, el Teatro Colón de Buenos Aires, Teatre Municipal de Rio de Janeiro, així com a París, Berlín i altres ciutats importants, tant a Europa com als Estats Units.
Del 1982 al 1993 fou el director del Cor del Gran Teatre del Liceu de Barcelona i ocasionalment director de l'orquestra, on va dur a terme moltes obres mestres de l'òpera finals del segle xix, així com obres corals i simfòniques. Des de 1991, estigué present en els programes de Ràdio França.
El 1994 va dirigir el concert al Teatro Regio de Parma per commemorar la mort de Giuseppe Verdi i també de Verdi el Rèquiem a l'Associazione Musica Lingotto a Torí. Va ser convidat al Rossini Opera Festival de Pesaro, on va dur a terme concerts amb música de Johannes Brahms, Franz Schubert, Gioachino Rossini, Leoš Janáček i altres compositors.
El 1998 va ser convidat a la Metropolitan Opera de Nova York per a la preparació coral de Moisès und Aron d'Arnold Schönberg. El 2001 va tornar a col·laborar amb Claudio Abbado per Simon Boccanegra a Parma. El setembre de 1998 va fundar el Cor Simfònic Giuseppe Verdi de Milà, un grup d'un centenar de cantants que participen en la temporada simfònica de l'Orquestra Simfònica Giuseppe Verdi de Milà i en les gravacions per a la discogràfica DECCA.